# Трапеція
Трапе́ція (лат. trapezium, від дав.-гр. τραπέζιον — «столик») — це чотирикутник, дві протилежні сторони якого паралельні, а інші дві сторони — не паралельні. Паралельні сторони називаються основами трапеції (сторони AB та DC на малюнку). Інші сторони називаються бічними сторонами (сторони AD та CB).
Виділяють два особливі класи трапецій:
- Рівнобічна трапеція, тобто трапеція у якої бічні сторони рівні.
- Прямокутна трапеція — це трапеція у якої два кути прямі.

Відрізок, який сполучає середини бічних сторін, називається середньою лінією трапеції. Середня лінія паралельна основам трапеції, а її довжина дорівнює їх півсумі:
{\displaystyle l={\frac {a+b}{2}}.}
Відстань h між основами трапеції називається висотою трапеції.

## Етимологія
Термін трапеція походить від дав.-гр. τραπέζιον, trapézion, буквально «столик» — зменшувальна форма від τράπεζα («стіл», звідки й «трапеза»), утвореного з τετράς («чотири») + πέζα («нога, ребро»). У США і Канаді використовується термін trapezoid, що походить від τραπεζοειδή («столоподібний»); перше задокументоване вживання цього терміна трапляється у Прокла (412—485 н. е.) у його коментарі до першої книги «Начал» Евкліда.

## Основні види трапецій

Зображення до основних видів трапецій

Трапецію називають прямокутною, якщо у неї два сусідніх кути дорівнюють 90°.
Гострою називається трапеція у якої кути, прилеглі до більшої основи гострі (менше 90°).
Трапецію називають рівнобічною, якщо її бічні сторони та кути, прилеглі до більшої основи, рівні. Ця трапеція має осьову симетрію.
Тупою називається трапеція, у якої один із кутів, прилеглих до більшої основи, тупий (більше 90°).
Переважною є позиція, що окрім двох паралельних сторін, трапеція повинна мати дві непаралельні сторони. Проте іноді до трапецій включають всі паралелограми (ромби, прямокутники і квадрати), оскільки вони мають дві пари паралельних сторін. Прямокутники мають дзеркальну симетрію по середині ребер; ромби мають дзеркальну симетрію на вершинах, а квадрати мають дзеркальну симетрію з обох середніх ребер і вершин.
Дотичною називається трапеція, яка має вписане коло.

## Властивості
Для будь-якого опуклого чотирикутника такі властивості еквівалентні, і кожна передбачає, що чотирикутник є трапецією:
- Сума двох кутів, прилеглих до бічних ребер, дорівнює 180°.
- Кут між однією основою і діагоналлю дорівнює куту між іншою основою та тією ж діагоналлю (внутрішні різносторонні кути рівні).
- Середня лінія трапеції паралельна основам і дорівнює їх півсумі.
- Точка перетину діагоналей трапеції, точка перетину продовжень її бічних сторін та середини основ лежать на одній прямій.
- Трикутники, утворені відрізками діагоналей та основами трапеції, подібні.
- Трикутники, утворені відрізками діагоналей та бічними сторонами трапеції, мають однакову площу.
- Відрізок, що з'єднує середини діагоналей, дорівнює піврізниці основ і лежить на середній лінії.
- Бісектриса будь-якого кута трапеції відтинає на її основі (або продовженні) відрізок, рівний бічній стороні.
- Якщо сума кутів при будь-якій основі трапеції дорівнює 90°, то відрізок, що з'єднує середини основ, дорівнює їх піврізниці.
- Якщо сума основ трапеції дорівнює сумі її бічних сторін, то в таку трапецію можна вписати коло, і навпаки.
- Будь-яку трапецію можна побудувати за довжинами чотирьох сторін.
- В рівнобічній трапеції:
  - кути при основі, а також діагоналі рівні
  - якщо діагоналі рівнобічної трапеції перпендикулярні, то висота такої трапеції дорівнює півсумі основ
- Навколо рівнобічної трапеції можна описати коло.

## Висота трапеції

Схематичні зображення до формул.

Висота — перпендикулярна відстань між основами.
У разі, коли дві основи мають різну довжину (а ≠ b), висота трапеції може бути визначена через довжини чотирьох сторін за формулою:
{\displaystyle h={\frac {\sqrt {(-a+b+c+d)(a-b+c+d)(a-b+c-d)(a-b-c+d)}}{2|b-a|}}},
де a, b — основи трапеції, а c і d — бічні сторони.
Формула висоти трапеції, виражена через бокові сторони та кути, що прилеглі до більшої основи:
{\displaystyle h=c\cdot \sin \alpha =d\cdot \sin \beta }
Формула висоти трапеції, виражена через діагоналі та кути між ними:
{\displaystyle h={\frac {d_{1}\cdot d_{2}}{a+b}}\cdot \sin \alpha ={\frac {d_{1}\cdot d_{2}}{a+b}}\cdot \sin \beta }.
Формула висоти трапеції, виражена через площу:
{\displaystyle h={\frac {2S}{a+b}}={\frac {S}{m}}}, де S — площа трапеції, m — середня лінія.

## Площа трапеції
Площа трапеції дорівнює добутку півсуми основ на висоту:
{\displaystyle S={\frac {a+b}{2}}h=lh}
Коли відомі довжини всіх чотирьох сторін трапеції, можемо використовувати іншу формулу визначення площі. Якщо позначити основи трапеції {\displaystyle a} та {\displaystyle b} ({\displaystyle b>a}), а бічні сторони {\displaystyle c} та {\displaystyle d}, то
{\displaystyle S={\frac {1}{4}}{\frac {b+a}{b-a}}{\sqrt {(-a+b+c+d)(a-b+c+d)(a-b+c-d)(a-b-c+d)}}}.
Або:
{\displaystyle S={\frac {a+b}{2}}{\sqrt {c^{2}-\left({\frac {(b-a)^{2}+c^{2}-d^{2}}{2(b-a)}}\right)^{2}}}}.
В 499 році н. е. Аріабхата, великий математик-астроном з класичної епохи індійської математики та індійської астрономії, використовував окремий випадок добре відомої формули для площі трикутника, розглядаючи трикутник як вироджену трапецію, у якої одна з паралельних сторін стиснулася до точки. У такому випадку формула для находження площі зводиться до формули Герона для площі трикутника.
Інша еквівалентна формула для площі, яка ближче нагадує формулу Герона, є:
{\displaystyle S={\frac {a+b}{|b-a|}}{\sqrt {(s-b)(s-a)(s-b-c)(s-b-d)}},} де {\displaystyle s={\tfrac {1}{2}}(a+b+c+d)} — півпериметр трапеції.

Площа рівнобічної трапеції з радіусом вписаного кола {\displaystyle r} та кутом при основі {\displaystyle \alpha }:
{\displaystyle S={\frac {4r^{2}}{\sin {\alpha }}}.}

## Діагоналі
Довжину діагоналей трапеції можна обчислити за формулами:
{\displaystyle p={\sqrt {\frac {ab^{2}-a^{2}b-ac^{2}+bd^{2}}{b-a}}},}
{\displaystyle q={\sqrt {\frac {ab^{2}-a^{2}b-ad^{2}+bc^{2}}{b-a}}},}
де a, b — основи трапеції, а c і d — бічні сторони.
Якщо трапеція ділиться діагоналями AC і BD, що перетинаються в точці О, на чотири трикутники (як показано праворуч), то площа трикутника ΔAOD дорівнює площі трикутника ΔBOC, і добуток площ трикутників ΔAOD і ΔBOC дорівнює добутку площ трикутників ΔАОВ і ΔCOD. Відношення площ кожної пари суміжних трикутників таке ж, що між довжинами паралельних сторін.
Діагоналі трапеції {\displaystyle d_{1}} та {\displaystyle d_{2}} пов'язані зі сторонами співвідношенням:
{\displaystyle d_{1}^{2}+d_{2}^{2}=2ab+c^{2}+d^{2}}.
Їх можна знайти за формулами:
{\displaystyle d_{1}=AC={\sqrt {ab+d^{2}+{\frac {b(c^{2}-d^{2})}{b-a}}}}}
{\displaystyle d_{2}=BD={\sqrt {ab+c^{2}-{\frac {b(c^{2}-d^{2})}{b-a}}}}}
Також діагоналі можна знайти через висоту трапеції за наступними формулами:
{\displaystyle d_{1}={\sqrt {b^{2}+d^{2}-2b{\sqrt {d^{2}-h^{2}}}}}={\sqrt {h^{2}+\left(b-{\sqrt {d^{2}-h^{2}}}\right)^{2}}}}
{\displaystyle d_{2}={\sqrt {b^{2}+c^{2}-2b{\sqrt {c^{2}-h^{2}}}}}={\sqrt {h^{2}+\left(b-{\sqrt {c^{2}-h^{2}}}\right)^{2}}}}

## Використовування в архітектурі

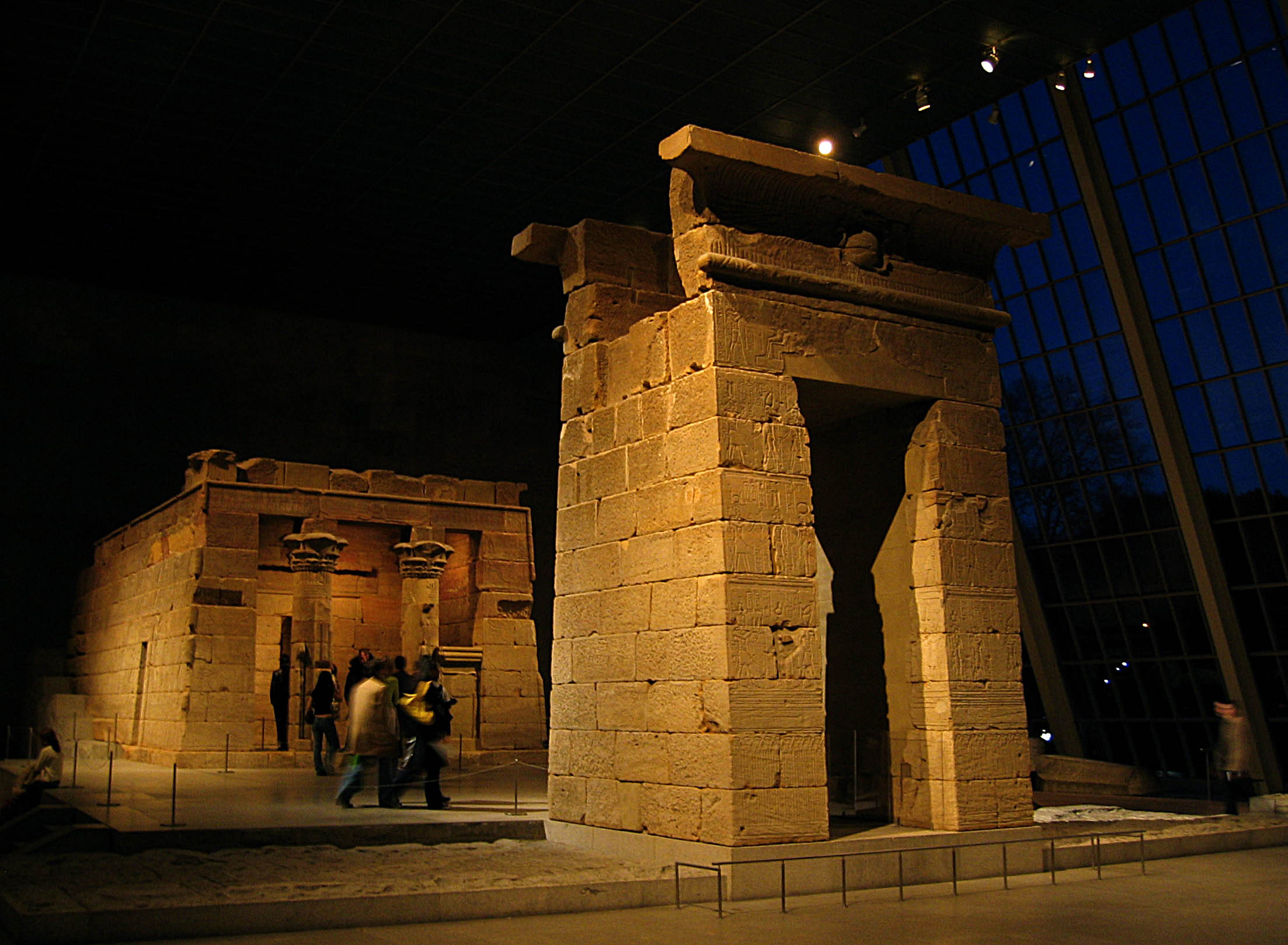
Храм Дендур у музеї мистецтва Метрополітен у Нью-Йорку

В архітектурі слово трапеція використовується для позначення симетричних дверей, вікон і будівель, побудованих ширше біля основи, звужених до вершини (в єгипетському стилі). Існує чимало будівель, що мають форму рівнобічної трапеції. Це був стандартний стиль для дверей і вікон у інків.